# BlindShell
BlindShell és una marca de mòbils especialitzada per a persones invidents o amb visió reduïda. Actualment tenen dos variants de telèfons; un amb tecles (BlindShell Classic) i un amb la pantalla tàctil (BlindShell 2 Baroque).

## Història
La marca i primer prototip es van idear al 2015 per un grup de l'Universitat Politècnica de Praga en associació amb Foxconn. Actualment és una franquicia en creixement i els seus clients es dupliquen annualment.
Poden comprar-se els seus telèfons a Alemanya, Àustra, Bèlgica, Croàcia, Dinamarca, Eslovàquia, Espanya, Estats Units, Finlandia, França, Gran Bretanya, Holanda, Itàlia, Lituania, Mèxic, Noruega, Panamá, Polònia, Portugal, República Txeca, Suècia, Suïssa i Sud-àfrica.
En la seva página web, tenen una secció amb tutorials i manuals sobre com utilitzar el terminal.

## BlindShell Classic
Aquest primer model, el BlindShell classic, es caracteritza per ser un telèfon mòbil aparentment normal però amb la diferència de tenir unes tecles més grans i espaiades. A més la marca assegura que és tan còmode d'utilitzar com abans de l'època dels telèfons Intel·ligents.
Inclou un sistema de control de veu que permet donar ordres al telèfon sense emprar el teclat; permet trucar i rebre trucades, enviar i rebre missatges, obrir qualsevol aplicació mòbil, rebre informació sobre el temps, saber quina és la localització de l'usuari i sistema de GPS que guia a qualsevol direcció que indiqui.
Afegeix un sistema de dictat que s'activa amb la parla i permet dictar missatges, e-mails, notes o afegir tasques a l'agenda. També la possibilitat d'escoltar audiollibres.
Però a part, com es menciona anteriorment, conté tecles grans i espaiades que donen la possibilitat d'utilitzar el mòbil igualment de manera òptima. Per la col·locació d'aquestes, l'orientació arreu el teclat esdevé més senzilla i intuïtiva que amb els telèfons de tecles convencionals.
A més, disposa d'aplicacions i extensions com per exemple l'etiquetatge d'objectes, que consisteix en l'ús d'etiquetes per nomenar els objectes i elements que es troben al voltant de l'usuari. Simplement ha d'escriure una descripció de l'objecte o gravar un missatge de veu i el telèfon, des del subministre d'etiquetes que proporciona, desarà la referència per informar quan es detecti l'etiqueta.
Una altra aplicació és la de Email Client, amb la que es poden enviar i rebre e-mails especialment d'amics. Amb Internet Radio pot connectar-se a milers de ràdios d'arreu del món. La Weather App dicta el temps i el preveu amb tres dies d'antelació. Finalment, inclou una aplicació de Localització que, en cas que l'usuari es torbés desorientat, informa d'on es troba i fa de GPS cap a direccions que estableixi o dicti. A més Inclou una aplicació que detecta el color
Una part important i a destacar del telèfon és que conté un botó d'emergència, que prement-se durant tres segons, truca al número establert per emergències. En cas que l'usuari no volgués trucar i s'hagués equivocat de botó, no resultaria cap problema perquè per efectuar-la, l'usuari ha de confirmar per veu que vol fer la trucada.
Finalment, inclou certes especificacions més a tenir en compte:
- Marcació ràpida de fins a 11 contactes. Per trucar només s'hi ha de pressionar un botó.
- Informació a l'instant sobre l'hora. Per saber-la, s'hi ha de primer qualsevol botó quan el mòbil es trobi apagat.
- Accés a la configuració del perfil per mitjà d'accessos directes. S'hi ha de pressionar un número per saltar a un element específic.
- Accés a la pantalla de trucades prement un sol botó.
- Possibilitat de canvi de freqüència i entonació del telèfon.
- Perfils de color diversos.

Està disponible en Txec, Croata, Alemany, Anglès, Finés, Francès, Holandès, Italià, Lituà, Noruec, Polonès, Portuguès, Eslovac i Castellà.

## BlindShell 2 Baroque
El segon model, comercialitzat el 2017, és un telèfon intel·ligent amb internet, a diferència de l'anterior. Conté totes les funcions que ha de tenir un telèfon convencional amb l'afegit de diverses aplicacions que faciliten la vida dels invidents.
La diferència evident del model anterior a aquest, és la Internet. Aquest telèfon permet estar connectat a les apps de missatgeria i xarxes socials com WhatsApp i Facebook. El seu control i activació es fa de la mateixa manera que amb les altres extensions i aplicacions. Permet les trucades i notes de veu com a les aplicacions als mòbils convencionals.
A part d'aquesta extensió, ofereix els serveis anteriors com el control i dictat de veu per a notes, missatges, trucades, veure el temps, etc.
En funcionar amb pantalla tàctil, el seu funcionament pot semblar problemàtic a primera vista, però realment s'utilitza de forma senzilla; Es toca un cop per anar al menú, es manté pressionat per confirmar i es pressiona amb dos dits per tornar enrere. Cal afegir que en tot moment hi ha un dictat de veu que situa a l'usuari dins el telèfon.
Les aplicacions destacades que ofereix aquesta versió més actual del telèfon Intel·ligent són; l'Eina d'ajuda per la visió, que inclouen a més del reconeixement de text i el sistema d'etiquetatge, l'aplicació Lupa. La seva qualitat pot comparar-se directament amb les lupes com a objectes independents.
El telèfon està en desenvolupament constant, cada aplicació que es crea és afegida directament al telèfon. Així l'usuari sempre disposa de l'última tecnologia sense necessitat de comprar-se nous telèfons o haver d'actualitzar-lo manualment. El 2018, es van incloure funcions com la Ràdio FM, Bluetooth, etiquetatge d'objectes, jocs per a invidents, càmera, imatges o reconeixement de cançons. Igualment, segueix en evolució constantment.
Anteriorment es menciona que inclou jocs, aquests són puzles, escacs, que funcionen amb sons i permeten que l'usuari pugui jugar amb més gent.
Finalment, conté una sèrie de diverses aplicacions a part de les que presentava:
Característiques principals:
- Registres de trucades
- SMS i SMS a més d'un destinatari
- Possibilitat de recuperar, transferir i còpia de seguretat dels contactes
- Alarma
- Calendari
- Cronòmetre
- Notes
- Gravadora de veu
- E-Mail
- Calculadora

Característiques avançades:
- Etiquetatge d'objectes
- FM Ràdio
- Internet Radio
- Dictat de veu
- Possibilitat d'escoltar audiollibres
- Librivox
- Compartir llibres
- Reconeixement de cançons
- Predicció meteorològica
- Sensor de llum
- Lupa
- Reconeixement de text
- GPS i localització
- Reconeixement de color
- Càmera
- Galeria d'imatges
- Jocs (Escacs i Puzles sonors)
- WhatsApp
- Facebook Messenger

Es poden agregar contactes preferits als quals es podrà accedir des del menú principal, que està dissenyat amb icones molt contrastades, que poden recordar-se fàcilment i permeten no haver de llegir el text a la pantalla. El telèfon informa sobre l'hora actual lliscant el dit amunt, on també es pot obtenir informació sobre l'estat del terminal.
En cas de no saber o poder utilitzar qualsevol de les aplicacions, lliscant el dit amunt apareix una Ajuda Incorporada. El temps de pressa per activar segons quina aplicació és modificable mitjançant gestos. Així mateix, l'entonació i freqüència de la veu del telèfon, també són modificables i poden aplicar-se i ajustar-se diversos perfils de color pel format d'aquest.
Pot trobar-se en els mateixos idiomes que els citats en el model anterior. Recentment, la companyia ha inclòs Wifi, Bluetooth, un sensor de proximitat, un sensor de llum i una llanterna LED.